# Roy Khan
Roy Khan, nome d'arte di Roy Sætre Khantatat (Elverum, 12 marzo 1970), è un cantante norvegese.
È famoso soprattutto per essere stato la voce del gruppo power metal Kamelot dal 1998 al 2011.

## Biografia
Roy Khan è nato da madre Norvegese e da padre Thailandese.Ha studiato canto operistico per tre anni in Norvegia,per diventare poi cantante della band progressive metal Conception insieme all'ex batterista dei Kamelot Casey Grillo.
Entra nei Kamelot nel 1997 quando ha sostituito Mark Vanderbilt.Khan,insieme al chitarrista Thomas Youngblood,ha scritto la maggior parte delle canzoni della band.
Roy Khan è famoso per il suo stile molto sentimentale,appassionato ed espressivo che è diventato una delle caratteristiche principali del sound della band.Negli anni ha abbandonato le tonalità molto alte tipiche del power metal per uno stile sempre più intimista.
Dal 1998 ha pubblicato con la band: Siege Perilous, The Fourth Legacy, The Expedition, Karma, Epica, The Black Halo, One Cold Winter's Night, Ghost Opera e Poetry for the Poisoned.
Nel 2011 lascia i Kamelot per motivi personali e religiosi dopo una lunga pausa di riflessione, cedendo il posto a Tommy Karevik. Successivamente ha rilasciato un'intervista in cui spiega le ragioni del suo abbandono: "Tutto risale all'estate del 2010, con lunghi periodi di insonnia che duravano settimane, stavo nel letto, non vedevo vie d’uscita. Non dormivo da parecchi giorni consecutivi e mi sentivo in preda a un forte esaurimento, ero stanchissimo, a quel punto ho capito che era finita".
Dopo i Kamelot ha cantato nel coro di una chiesa evangelica luterana di Oslo, la Moss Frikirke,oltre ad aver eseguito lezioni di canto.
Ad aprile 2018 ritorna a cantare nei Conception, inattivi da vent'anni. Nel novembre 2018 la band ha rilasciato un EP intitolato My Dark Symphony, mentre nel 2020 è uscito il nuovo album State of Deception.

## Voce
Roy Khan è un tenore lirico puro. Nonostante la grande maestria con cui raggiunge le note nella zona acuta del suo range, i suoni centrali e bassi conservano un colore molto caldo ed avvolgente. Il suo timbro è pastoso e le esecuzioni vocali sono pulite. Khan è famoso per la sua teatralità. All'inizio della sua carriera era solito usare molto il falsetto, abitudine che ha perso col tempo.

## Discografia

### Kamelot

#### Album in studio
- 1998 - Siege Perilous
- 1999 - The Fourth Legacy
- 2001 - Karma
- 2003 - Epica
- 2005 - The Black Halo
- 2007 - Ghost Opera
- 2010 - Poetry for the Poisoned

#### Live
- 2000 - The Expedition
- 2006 - One Cold Winter's Night

#### DVD
- 2006 - One Cold Winter's Night

### Conception
- 1991 - The Last Sunset
- 1993 - Parallel Minds
- 1995 - In Your Multitude
- 1997 - Flow (Conception)
- 2018 - My Dark Symphony
- 2020 - State of Deception

### Collaborazioni
- Victory – Voiceprint (1996)
- Crest of Darkness – The Ogress (1999)
- Epica – Consign to Oblivion (2005)
- Avantasia – The Scarecrow (2008)
- World of Damage – Invoke Determination (2021)
- Seven Spires – This God Is Dead (2021)
- Star One – Revel in Time (2022)